# Закуани, Габриэль
Габриэль Абдала Закуани (англ. Gabriel Abdala Zakuani; 31 мая 1986, Киншаса, Заир) — конголезский футболист, защитник. Выступал за сборную ДР Конго.

## Клубная карьера

### Лейтон Ориент
Уроженец Киншасы Закуани переехал в Лондон ещё ребёнком. Клуб Лейтон Ориент приметил его игру в одном из матчей его школьной команды, когда ему было 14 лет, и подписал с ним юниорский контракт. После двух сезонов в молодёжной команде Закуани дебютировал в первой команде против Борнмута в марте 2003 года в возрасте 16 лет. В сезонах 2004-05 и 2005-06 он стал завсегдатаем в планах Мартина Линга, закрепив за собой позицию центрального защитника и забив 3 гола за почти 100 первых игр за Ориент.
В январе 2006 года Закуани был частью состава Лейтон Ориент, победившего клуб Премьер-лиги Фулхэм со счётом 2:1 в третьем раунде Кубка Англии. Его выступления привлекли внимание команды из Западного Лондона, подписавшей его в июле того же года за отступные в 1 миллион фунтов стерлингов (с возможным увеличением до полутора миллионов в зависимости от выступлений) сроком на четыре года. Сумма отступных стала клубным рекордом Лейтон Ориент.

### Фулхэм
Закуани сыграл лишь два матча за Фулхэм за время своего трёхлетнего контракта с клубом, в Кубке Лиги против Уиком Уондерерс и в Кубке Англии против Лестер Сити.

#### Аренды в Сток Сити
В январе 2007 года Закуани ушёл в аренду в Сток Сити до конца сезона 2006-07. Несмотря на то, что он играл на позиции центрального защитника, Закуани также выполнял роль правого защитника во время срока своей аренды. Он дебютировал за Сток Сити в феврале 2007 года в гостевом матче с Дерби Каунти, завершившемся победой Сток Сити со счётом 2:0. Во время сезона 2006/07 он сыграл за команду ещё восемь матчей, в то время как Сток Сити едва не попал в зону плей-офф.
31 августа 2007, Закуани повторно подписал договор аренды со Сток Сити до конца сезона 2007/08. На этот раз он сыграл за команду 19 матчей, а Сток Сити поднялся в Премьер-лигу. Закуани впоследствии признался, что хотел бы перейти в Сток Сити на постоянной основе: «Тренер [Тони Пьюлис] сказал, что он бы хотел, чтобы я был здесь, так что я буду ждать, что произойдёт летом. Очевидно, что Сток будет моим первым выбором, но ты всегда думаешь, где ты больше всего потребуешься». Но несмотря на это, перехода так и не произошло.

### Питерборо Юнайтед
Затем Габриэль был отправлен в Питерборо Юнайтед в трёхмесячную аренду. 25 ноября 2008 было подтверждено, что когда трансферное окно снова будет открыто 1 января 2009 года он перейдёт на постоянной основе за выплату в районе 375 тысяч фунтов
8 июля 2012 года Габриэль стал капитаном Питерборо Юнайтед, сменив на этой должности Гранта МакКанна. 12 ноября 2012 года Закуани попал в список на трансфер и был оштрафован за нарушение клубной дисциплины после бурной ночи в Питерборо. Закуани написал в Твиттере, объяснив события так: «Я отправился на выходные, когда не было игры в середине недели; те, кто знает меня, знали, что я не пью и не курю, а на следующий день в 8 часов утра я проснулся, чтобы отправиться в церковь. Если честно, в то время я не чувствовал, что сделал что-то не так, ибо я был дома в 2 часа ночи, меня не арестовали, я не дрался и не вёл себя антисоциально» После этого его убрали из списка трансферов и отменили его штраф. Поскольку он не был в списке на трансфер, Закуани был доступен для участия в следующем матче Закуани сказал, что инцидент изменил его отношение к делу, и поклялся больше сосредоточиться на тренировках.
В конце сезона 2012-13, в котором Питерборо Юнайтед понизился в классе, Закуани был помещён в список трансферов за то, что второй раз отказался от трёхлетнего контракта с клубом в связи со своими возросшими обязательствами на международном уровне.

### Каллони
2 января 2014 года Закуани подписал контракт с ФК Каллони, выступавшим в сезоне 2013/14 в Греческой Суперлиге, высшем дивизионе греческого футбола.

### Возвращение в Питерборо Юнайтед
8 июня 2014 года Закуани вернулся в Питерборо, подписав двухлетний контракт и заявив: «Я скучал по клубу и чувствую, что вернулся домой. Я чувствую, что у меня здесь осталось незаконченное дело. Я хочу вывести этот клуб обратно в Чемпионшип».

### Нортгемптон Таун
Закуани подписал контракт с клубом Нортгемптон Таун в июне 2016 года. Он забил первый гол за Нортгемптон в матче со Шрусбери Таун, прошедшем 22 октября 2016 года и завершившемся победой Нортгемптонцев со счётом 4:2.

### Джиллингем
7 июня 2017 года Закуани подписал однолетний контракт с командой Лиги 1 АФЛ Джиллингем, перед этим отвергнув новое контрактное предложение от ФК Нортгемптон Таун. Он полноценно дебютировал за клуб в гостевом матче с Донкастер Роверс, матче открытия сезона 2017/18 Лиги 1 АФЛ, завершившимся ничьей 0:0.
Джиллингем предложил ему новый контракт в конце сезона 2017/18. Он покинул клуб в сентябре 2019 года, когда контракт с ним был прекращён. На тот момент он не играл в течение семи месяцев по причине травмы.

### Суиндон Таун
4 октября 2019 года Закуани подписал краткосрочный контракт с ФК Суиндон Таун в связи с тяжёлой травмой и долгим периодом восстановления капитана команды Диона Конроя. На следующий день он дебютировал в матче с Брэдфорд Сити, в котором команда уступила со счётом 2:1.

## Международная карьера
За сборную ДР Конго выступал с 2013 года. После 29 выступлений в составе сборной, завершил выступления на международном уровне в сентябре 2018 года.

## Личная жизнь
Брат Габриэля, Стив — в прошлом профессиональный футболист, прошедший академию «Арсенала», до игры в футбол за команду колледжа Акрон Зипс и за Кливленд Интернэшналз из Американской Премьер-лиги. Затем он выпустился, перешёл в Major League Soccer и играл за «Сиэтл Саундерс» и «Портленд Тимберс» до ухода в отставку в связи с травмами. В 2007 году Закуани появился в музыкальном клипе Диззи Раскала на его сингл «Flex».

## Карьерная статистика

### Клуб
| Клуб               | Сезон            | Лига                        | Лига | Лига | Кубок страны | Кубок страны | Кубок лиги | Кубок лиги | Другие соревнования | Другие соревнования | Итого | Итого |
| Клуб               | Сезон            | Дивизион                    | Игры | Голы | Игры         | Голы         | Игры       | Голы       | Игры                | Голы                | Игры  | Голы  |
| ------------------ | ---------------- | --------------------------- | ---- | ---- | ------------ | ------------ | ---------- | ---------- | ------------------- | ------------------- | ----- | ----- |
| Leyton Orient      | 2002-03          | Третий дивизион             | 1    | 0    | 0            | 0            | 0          | 0          | 0                   | 0                   | 1     | 0     |
| Leyton Orient      | 2003-04          | Третий дивизион             | 10   | 2    | 1            | 0            | 0          | 0          | 0                   | 0                   | 11    | 2     |
| Leyton Orient      | 2004-05          | Лига 2 АФЛ                  | 33   | 0    | 1            | 0            | 1          | 0          | 1                   | 0                   | 36    | 0     |
| Leyton Orient      | 2005-06          | League Two                  | 43   | 1    | 5            | 0            | 1          | 0          | 1                   | 0                   | 50    | 1     |
| Leyton Orient      | Итого            | Итого                       | 87   | 3    | 7            | 0            | 2          | 0          | 2                   | 0                   | 98    | 3     |
| Фулхэм             | 2006-07          | Премьер-лига                | 0    | 0    | 1            | 0            | 1          | 0          | —                   | —                   | 2     | 0     |
| Сток Сити (аренда) | 2006-07          | Чемпионшип                  | 9    | 0    | 0            | 0            | 0          | 0          | —                   | —                   | 9     | 0     |
| Сток Сити (аренда) | 2007-08          | Чемпионшип                  | 19   | 0    | 1            | 0            | 0          | 0          | —                   | —                   | 20    | 0     |
| Сток Сити (аренда) | Итого            | Итого                       | 28   | 0    | 1            | 0            | 0          | 0          | 0                   | 0                   | 29    | 0     |
| Питерборо Юнайтед  | 2008-09          | Лига 1 АФЛ                  | 32   | 1    | 5            | 0            | 0          | 0          | 0                   | 0                   | 37    | 1     |
| Питерборо Юнайтед  | 2009-10          | Чемпионшип                  | 29   | 0    | 0            | 0            | 3          | 0          | —                   | —                   | 32    | 0     |
| Питерборо Юнайтед  | 2010-11          | Лига 1 АФЛ                  | 30   | 2    | 3            | 0            | 1          | 0          | 4                   | 0                   | 38    | 2     |
| Питерборо Юнайтед  | 2011-12          | Чемпионшип                  | 41   | 1    | 1            | 0            | 1          | 0          | —                   | —                   | 43    | 1     |
| Питерборо Юнайтед  | 2012-13          | Чемпионшип                  | 33   | 1    | 0            | 0            | 1          | 0          | —                   | —                   | 34    | 1     |
| Питерборо Юнайтед  | 2013-14          | Лига 1 АФЛ                  | 15   | 0    | 0            | 0            | 2          | 1          | 1                   | 0                   | 18    | 1     |
| Питерборо Юнайтед  | Итого            | Итого                       | 180  | 5    | 9            | 0            | 8          | 1          | 5                   | 0                   | 202   | 6     |
| Каллони            | 2013-14          | Суперлига Греции по футболу | 15   | 1    | 1            | 0            | —          | —          | —                   | —                   | 16    | 1     |
| Питерборо Юнайтед  | 2014-15          | Лига 1 АФЛ                  | 22   | 1    | 1            | 0            | 0          | 0          | 0                   | 0                   | 23    | 1     |
| Питерборо Юнайтед  | 2015-16          | Лига 1 АФЛ                  | 23   | 2    | 2            | 0            | 1          | 0          | 0                   | 0                   | 26    | 2     |
| Питерборо Юнайтед  | Итого            | Итого                       | 45   | 3    | 3            | 0            | 1          | 0          | 0                   | 0                   | 49    | 3     |
| Нортгемптон Таун   | 2016-17          | Лига 1 АФЛ                  | 21   | 2    | 2            | 0            | 2          | 0          | 0                   | 0                   | 25    | 2     |
| Джиллингем         | 2017-18          | Лига 1 АФЛ                  | 40   | 0    | 2            | 0            | 0          | 0          | 0                   | 0                   | 42    | 0     |
| Джиллингем         | 2018-19          | Лига 1 АФЛ                  | 29   | 0    | 5            | 0            | 0          | 0          | 0                   | 0                   | 34    | 0     |
| Джиллингем         | Всего            | Всего                       | 69   | 0    | 7            | 0            | 0          | 0          | 0                   | 0                   | 76    | 0     |
| Всего за карьеру   | Всего за карьеру | Всего за карьеру            | 445  | 14   | 31           | 0            | 14         | 1          | 7                   | 0                   | 497   | 15    |

1. 1 2 3  Участие в матчах за Трофей Футбольной Лиги
2. ↑  Одно появление на поле в матче за Трофей АФЛ и два в играх плей-офф Лиги 1

### Сборная
Источник:
| Национальная сборная | Годы  | Игры | Голы |
| -------------------- | ----- | ---- | ---- |
| ДР Конго             | 2013  | 5    | 0    |
| ДР Конго             | 2014  | 2    | 0    |
| ДР Конго             | 2015  | 11   | 0    |
| ДР Конго             | 2016  | 8    | 0    |
| ДР Конго             | 2017  | 3    | 0    |
| Total                | Total | 29   | 0    |